# Cine Teatro Vaganiona
Cine Teatro Vaganiona más conocido como Cine Vaganiona es una sala de cine y teatro ubicado en Baní, provincia Peravia. 

## Antecedentes
La primera sala de cine que funcionó en Baní fue en el salón de actos del antiguo edificio del Ayuntamiento Municipal.  La primera sala de cine oficial en Baní, fue abierto a inicios de la década de 1930, propiedad del comerciante puertorriqueño Eduardo Cintrón Valdejulli llamado Borínquen, ubicado en la actual calle Duarte, con un aparato cuya fuente de luz era un quemador de carburo, donde también se realizaban veladas artísticas y presentaciones de circo.  Esta sala de cine se incendió en el año de 1938 cuando se proyectaba la película Oro en el Monte.
En el año 1938 se instaló una sala de cine llamada Fox, en la casa de Los Miniños, siendo inaugurada con la película Huracán protagonizada por John Hall. En esta sala de cine se utilizaron proyectores S.O.S, Cinema Suply. En el año 1941 se inaugura un edificio donde se trasladó el Fox, pasando a denominarse Cine Enriqueta, con un segundo nivel con bancos de maderas y un improvisado aire acondicionado mediante unos ventiladores debajo de la pantalla de proyección. 
Años más tarde funcionó el Cine Vanahí, ubicado en la parte Norte de Bani en la calle Duarte al aire libre con películas nocturnas y matinée, donde los asientos eran de tanques y aluminio. Las películas favoritas eran las Alegorías del viejo Oeste de Estados Unidos: unas vaqueradas, el Fantasma de la Lucha Libre del cine mexicano y Cantinflas.

## Cine Vaganiona
Para el año 1964 se inaugura el Cine Teatro Vaganiona con un Night Club. La estructura fue  construida en el terreno donde estuvo el antiguo mercado municipal (donado por Eduardo Cintron Valdejulli al Ayuntamiento de Bani), y donde el ingeniero municipal en ese momento Henry Troncoso Tejeda y  el arquitecto Juan Oscar Reyes Bancalari, ganaron a través de un concurso por un monto de RD$67,928.85. la Arquitectura fue diseñada por Fred K. Goico, siendo una estructura muy avanzada para la época con luces, sonidos y modernos equipos comprados a R.Esteva C. PorA. por un monto de RD$12,400 y debidamente instalados con sus asientos bien corchados por el Doctor Rafael Benavides Báez por un monto de RD$56,600.
Este se inauguró con la proyección de la película Lawrence de Arabia dirigida por David Lean, El padrecito interpretada por el actor mexicano Mario Moreno (Cantinflas), El Jorobado de Roma, El Violinista en el Tejado, El bueno, el malo y el feo, el Doctor Zhivago entre otras películas. El nombre Vaganiona se refiera a una virgen taina nacida a orillas del Río Ocoa. 
El cine y el Night Club cerró en los años 1980, siendo remodelado en noviembre del año 1992, siendo alcalde municipal Rafelín Franjul; en esa reconstrucción trabajó el ingeniero Freddy de los Santos, donde se le dio un nuevo diseño que mantuvo hasta el año 1998, siendo cerrado nuevamente. Para finales del 2003, fue sometido a una nueva remodelación a cargo de unos jóvenes arquitectos bajo su empresa  García Molina y Asociados, con un diseño nuevo y moderno, siendo reinaugurado el 15 de agosto de 2004 bajo la gestión del alcalde municipal Nelson Camilo Landestoy con una inversión de los veinte millones de pesos.
Su sala lleva el nombre de Ángel María Peña Castillo, quien fue un periodista escritor y humanista banilejo.

## Actualidad
Actualmente es la única sala de cine que existe en la ciudad y sigue bajo la administración del Ayuntamiento Municipal y las funciones de cine no se hacen desde algunos años por parte del ayuntamiento. Es utilizado para eventos como graduaciones escolares, charlas, conferencias, presentaciones de teatro, presentaciones religiosas y conciertos. Según informó la gestión municipal 2010-2016 que se iba adquirir un nuevo equipo de proyección para convertirlo en un cine en 3D, proyecto que no realizó.

## Legado
El cine teatro formó parte de la época de oro de las salas de cine de la República Dominicana, siendo una de las que ha permanecido en el sur. El cine Vaganiona forma parte de muchas generaciones que a través de los años anhela que vuelvan las funciones de cine. 
Aunque se estuvo realizando funciones de cine por escuelas y colegios privados como pro fondos de sus graduaciones, lo que volvió un poco su funcionamiento para el disfrute de la comunidad que anhela que dichas funciones sean todo el tiempo.
En esta sala de cine se realizó la primera investidura de grado y posgrado del Centro Universitario Regional de Baní de la Universidad Autónoma de Santo Domingo.